# National League North
A National League North, anteriormente Conference North (chamada Vanarama National League North por motivos de patrocínio), é uma das segundas divisões da National League na Inglaterra, imediatamente abaixo da primeira divisão da National League. Junto com a National League South, está no segundo nível do National League System, e no sexta divisão geral do sistema de ligas de futebol inglês .

## História
A Conference North foi introduzida em 2004 como parte de uma grande reestruturação da inglês non-League-football. Os campeões são automaticamente promovidos para a Liga Nacional. Um segundo lugar de promoção vai para os vencedores dos play-offs envolvendo os times terminando em segundo para o sétimo lugar (expandido de quatro para seis times na temporada 2017-18). Os três clubes de fundo são rebaixados para a Etapa 3 léguas. As equipas desta divisão, bem como Da Liga Nacional Sul, entram no FA Cup na segunda fase de qualificação.

## Clubes presentes na edição 2023–24
| Clube                | Posição final 2022–23                      |
| -------------------- | ------------------------------------------ |
| Alfreton Town        | 5º                                         |
| Blyth Spartans       | 19°                                        |
| Boston United        | 15º                                        |
| Brackley Town        | 4º                                         |
| Chester              | 3º                                         |
| Chorley              | 12º                                        |
| Curzon Ashton        | 13º                                        |
| Darlington           | 10º                                        |
| Farsley Celtic       | 20º                                        |
| Gloucester City      | 7º                                         |
| Hereford             | 16º                                        |
| Southport            | 18º                                        |
| South Shields        | 1º (Northern Premier League)               |
| Tamworth             | 1º (Southern League - Central Division)    |
| Scunthorpe United    | 23º (National League)                      |
| Spennymoor           | 9º                                         |
| Warrington Town      | 2º (Northern Premier League)               |
| Bishop's Stortford   | 1º (1º Isthmian League)                    |
| Banbury United       | 17º                                        |
| Buxton               | 11º                                        |
| Scarborough Athletic | 8º                                         |
| King's Lynn Town     | 2º                                         |
| Peterborough Sports  | 14º                                        |
| Rushall Olympic      | 5º (1º Southern League - Central Division) |